# Renversement des alliances

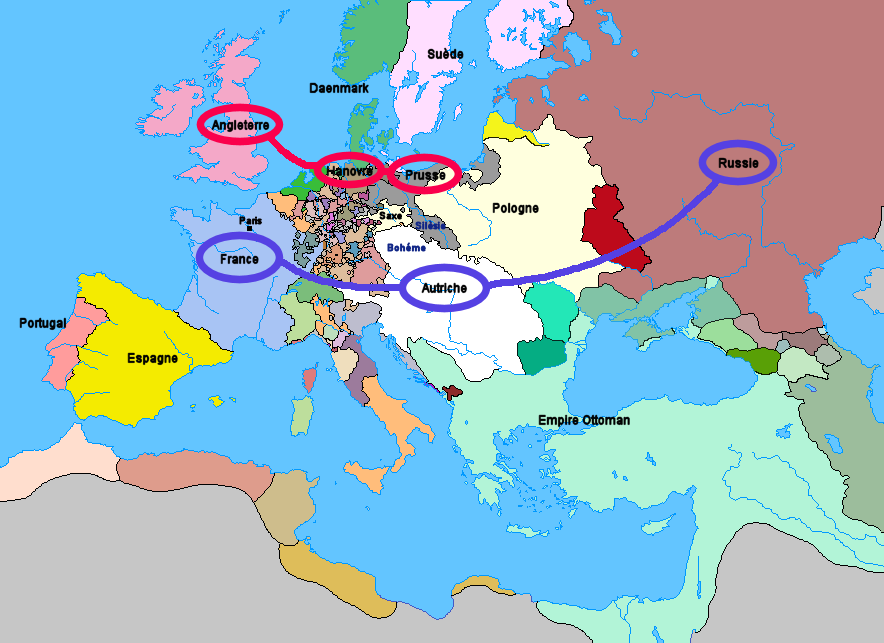
Als gevolg van een "ommezwaai" tussen de bondgenoten vormden zich in 1756 nieuwe allianties

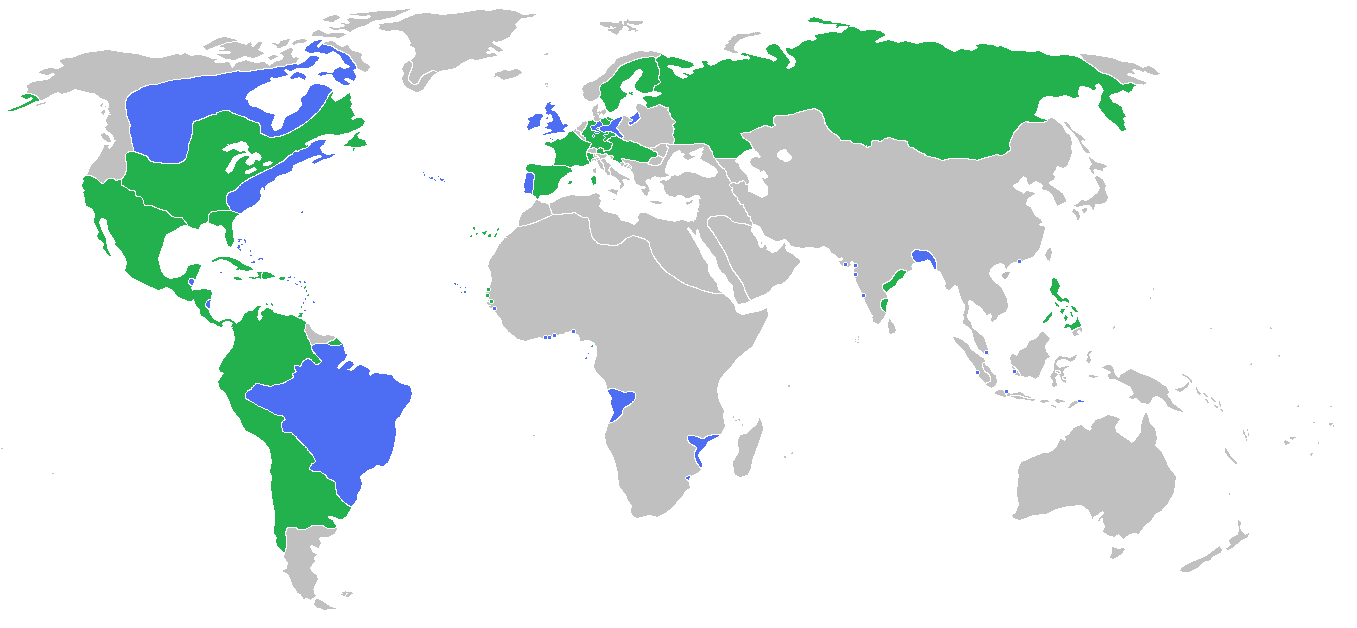
De wereld voor het uitbreken van de Zevenjarige Oorlog

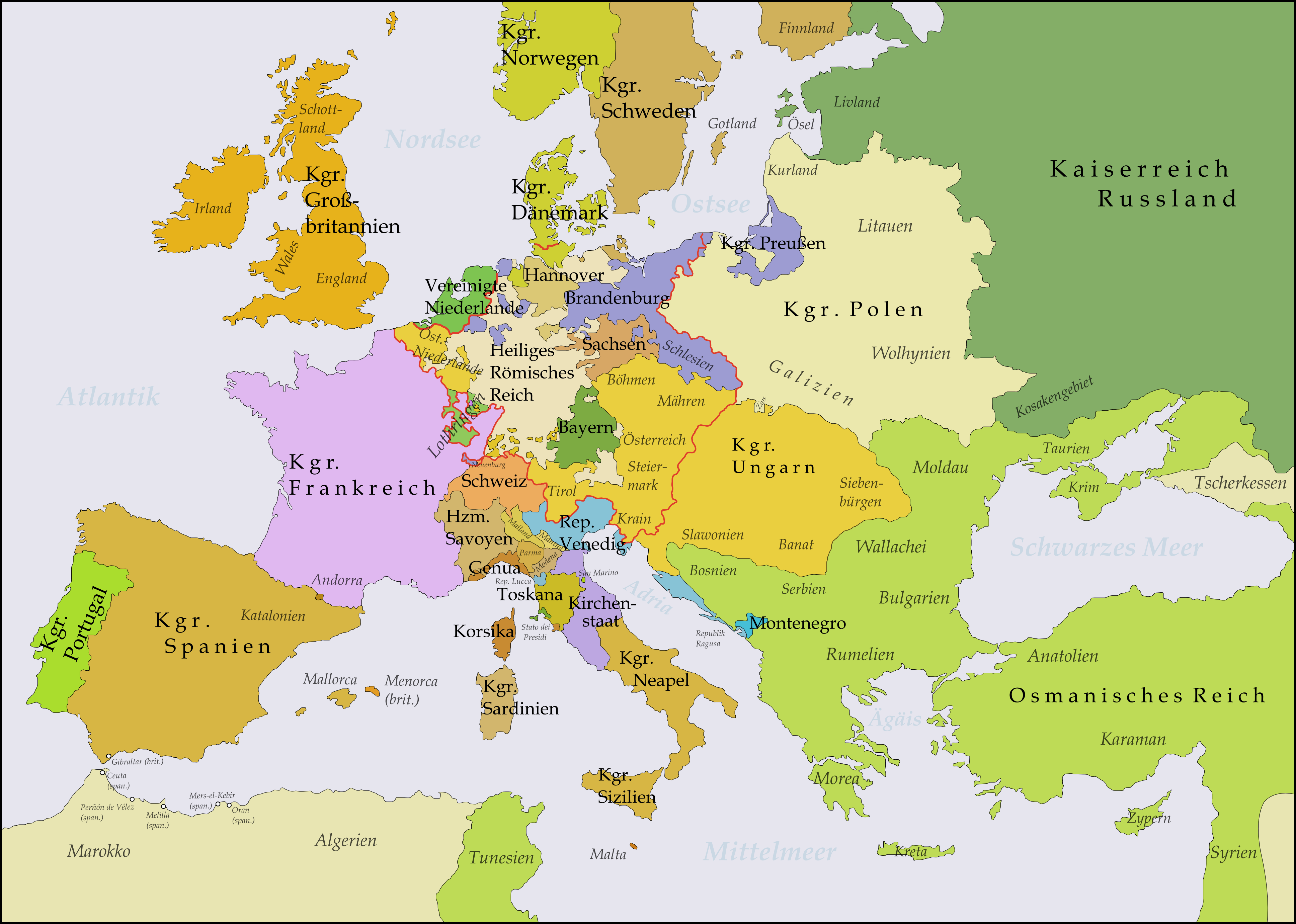
Europa tijdens de Zevenjarige Oorlog

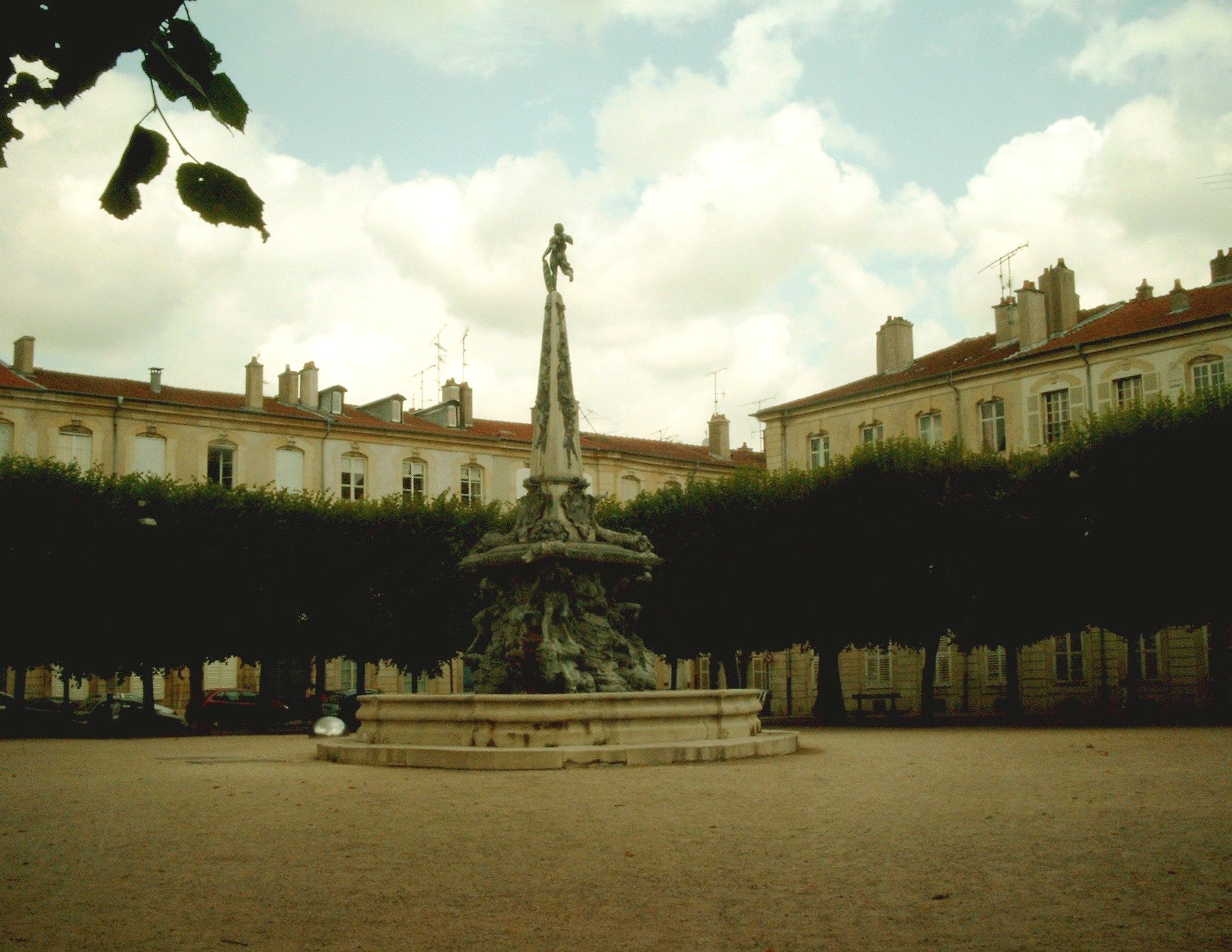
Place d'Alliance in Nancy, standbeeld opgericht in opdracht van Stanislaus Leszczyński

Het Renversement des alliances of de diplomatieke revolutie was een ommekeer van bondgenootschappen tussen 1748 en 1757, na de Oostenrijkse Successieoorlog en de Vrede van Aken (1748). Nadat Pruisen Silezië had veroverd in 1742 en 1745, zochten zowel Maria Theresia van Oostenrijk als Frederik II van Pruisen naar nieuwe bondgenoten. Frederik had in 1744 een bondgenootschap gesloten met Frankrijk.
Wenzel Anton von Kaunitz, vertegenwoordiger voor het Heilig Roomse Rijk, was zeer ontevreden over de bepalingen in de Vrede van Aken (1748) en pleitte voor een totale politieke ommezwaai om Pruisen eronder te krijgen. In 1753 beloofden Rusland en Oostenrijk met behulp van Nicolaas I Jozef Esterházy in een geheime clausule elkaar om Silezië terug te veroveren. Oostenrijk zou Rusland twee miljoen gulden betalen nadat Silezië veroverd zou zijn.
In 1752 werd hij Oostenrijkse ambassadeur in Parijs.  Maria Theresia liet hem in het geheim Madame de Pompadour benaderen. 
De Fransen hadden evenwel hun handen vol om de koloniën uit handen van de Engelsen te houden. In 1754 waren Engeland en Frankrijk met elkaar slaags geraakt in de Franse en Indiaanse Oorlog. Volgens Voltaire over een stuk land acht maanden lang bedekt met sneeuw en ijs en bewoond door barbaren, beren en bevers.
De Engelse koning probeerde zijn grondgebied, het keurvorstendom Hannover, veilig te stellen. George II van Groot-Brittannië was niet zeker van zijn zaak en zocht toenadering tot zijn neef Frederik II van Pruisen. Op 16 januari 1756 sloten beide landen het Verdrag van Westminster, waarbij Engeland beloofde Oostenrijk niet te hulp te schieten en het binnendringen van vreemde troepen in Duitsland te verhinderen. De Republiek werd niet genoemd en de Oostenrijkse Nederlanden uitdrukkelijk uitgesloten.
Daarop sloot Oostenrijk op 1 mei een bondgenootschap met Frankrijk (Verdrag van Versailles (1756)). Beide landen beloofden elkaar steun als de ander zou worden aangevallen.
Pruisen had niet alleen Oostenrijk en Frankrijk tegen zich, maar ook het aan belang winnende Rusland dat zich op 22 januari 1757 met Oostenrijk verbond. Het Frans georiënteerde Zweden onder zijn zwager Adolf Frederik van Zweden sloot zich in maart aan bij het bondgenootschap, bekend als de geallieerden. Ook het keurvorstendom Saksen, Hessen-Kassel en Spanje traden toe.
Maria Theresia wilde de Oostenrijkse Nederlanden ontwikkelen, maar vanwege het Barrièretraktaat mocht dat niet. Een oneerlijke toestand, waartegen haar neef, de hertog van Brunswijk en Willem Bentinck van Rhoon zich verzet hebben. Frankrijk bezette Oostende en Nieuwpoort, door Frankrijk bedongen bij het Tweede Verdrag van Versailles. Oostenrijk was bereid de Oostenrijkse Nederlanden af te staan in ruil voor hulp door Frankrijk in een tweede verdrag op 1 mei van 1757.
Prinses Anna van Hannover schijnt een onduidelijke rol te hebben gespeeld. Haar onberekenbaarheid was een ergernis in de Republiek. Er gingen stemmen op haar terug te zenden. Ze riep de hulp in van haar broer Georg II, raadspensionaris Pieter Steyn en de Engelse gezant Sir Joseph Yorke. De Republiek, zonder bondgenoot Oostenrijk, was hierdoor volledig aangewezen op Engeland. Ze werd een tweederangs mogendheid, niet alleen op zee, nu ook op het land.
Op 26 juli liet Frederik de Grote zijn ambassadeur in Parijs weten dat een oorlog onvermijdelijk was. Hij verdeelde zijn leger van 150.000 man in vieren om ook Zweden, Rusland en Oostenrijk in toom te houden. Eind augustus viel Frederik Saksen binnen. Daarmee begon de Zevenjarige Oorlog (1756-1763).

De strijdende partijen
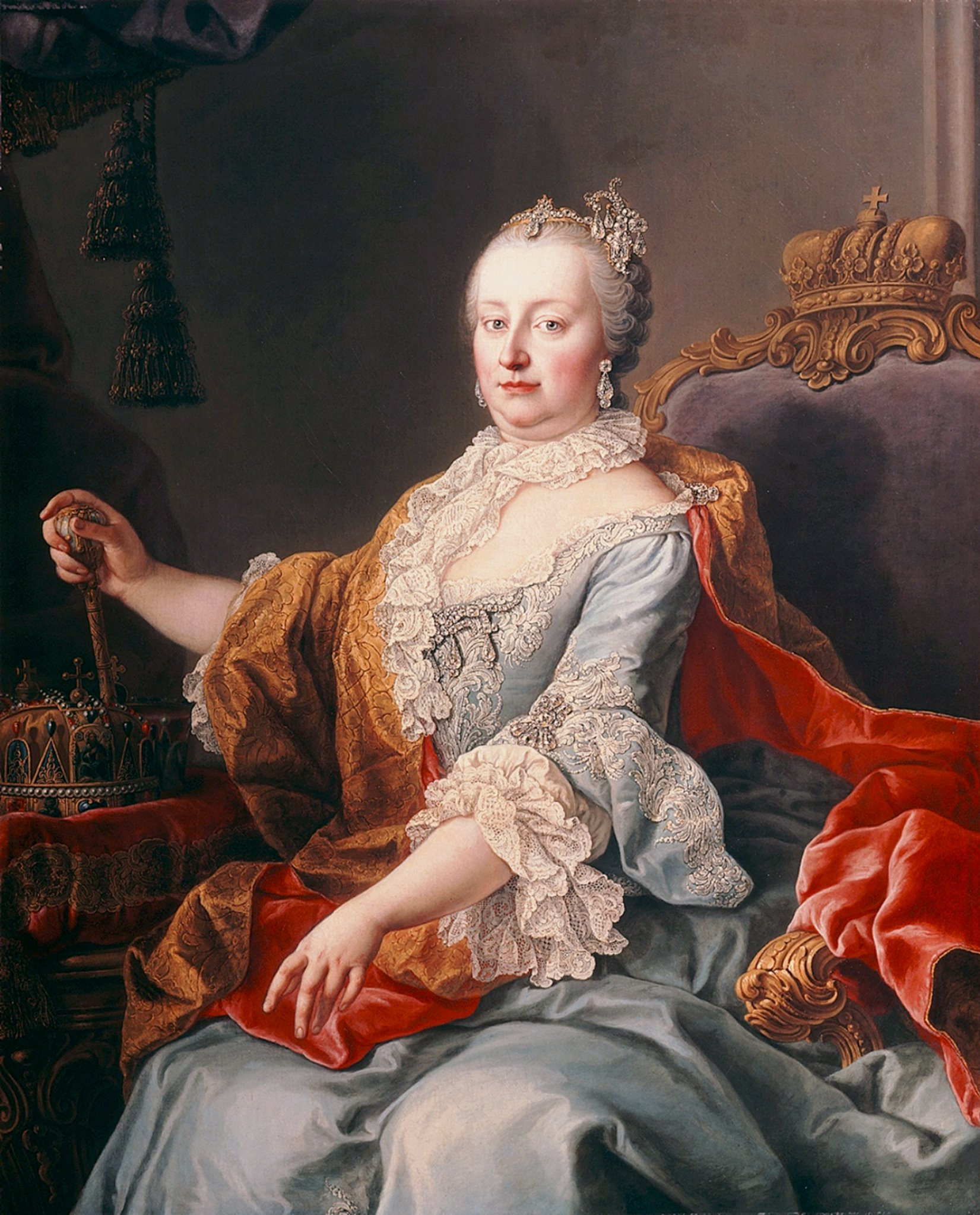
Keizerin Maria Theresia
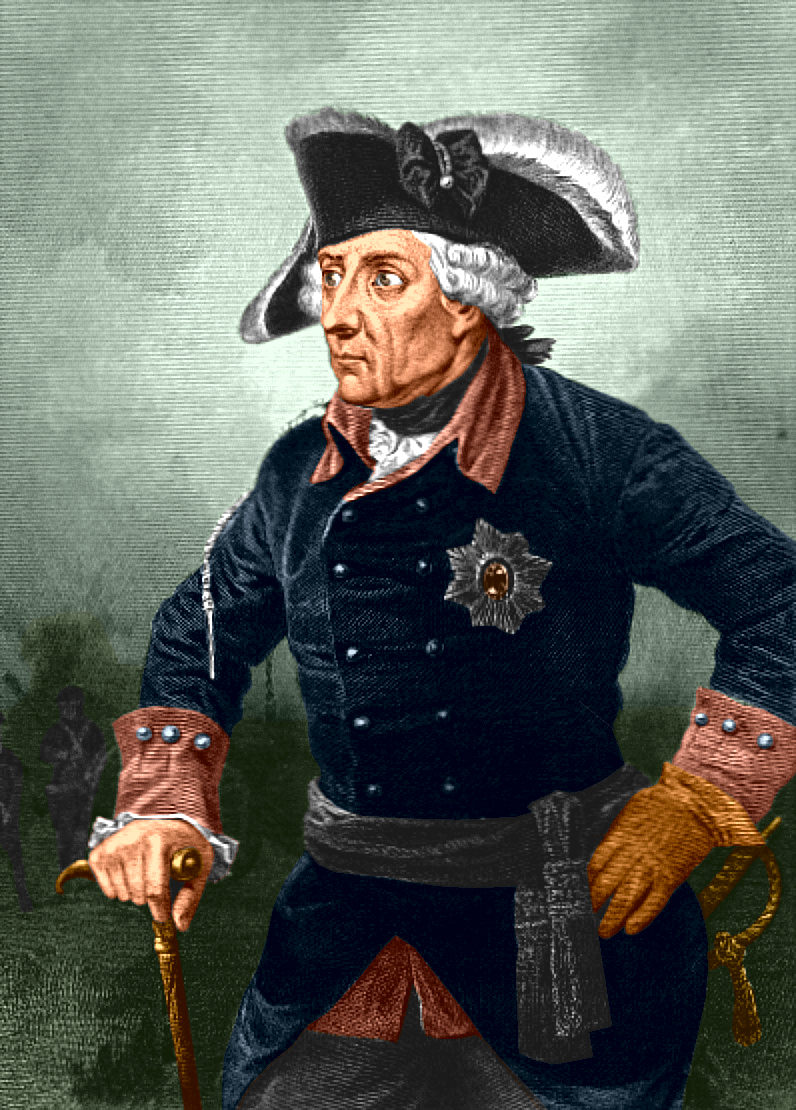
Frederik II van Pruisen
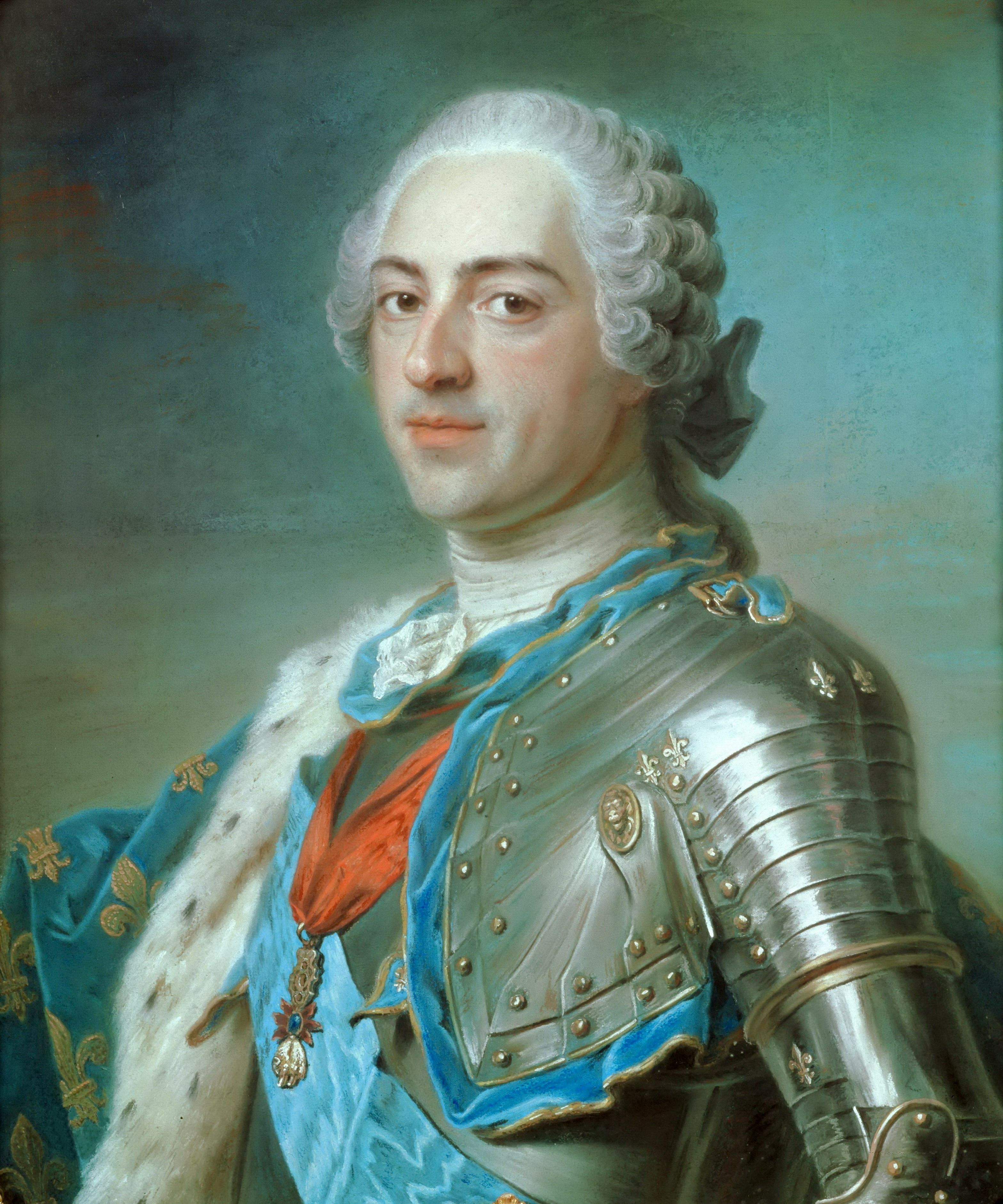
Lodewijk XV van Frankrijk
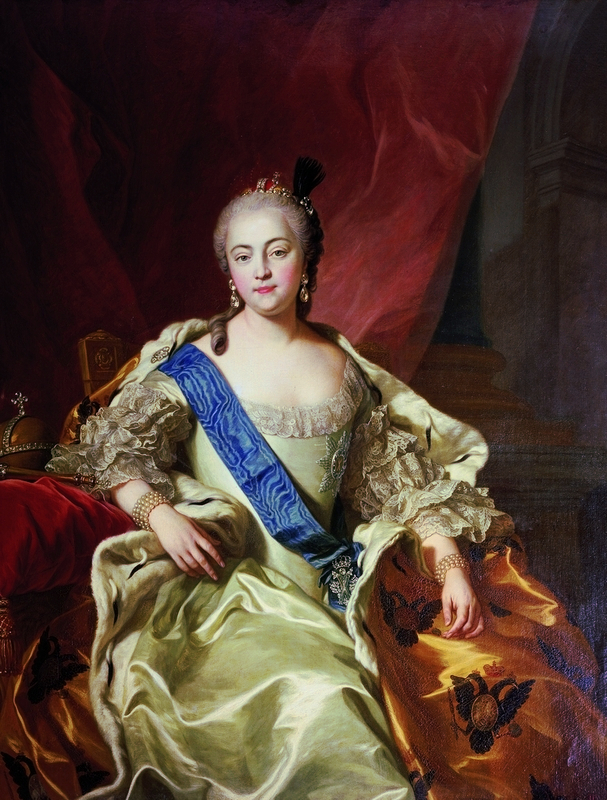
Tsarina Élisabeth Petrovna
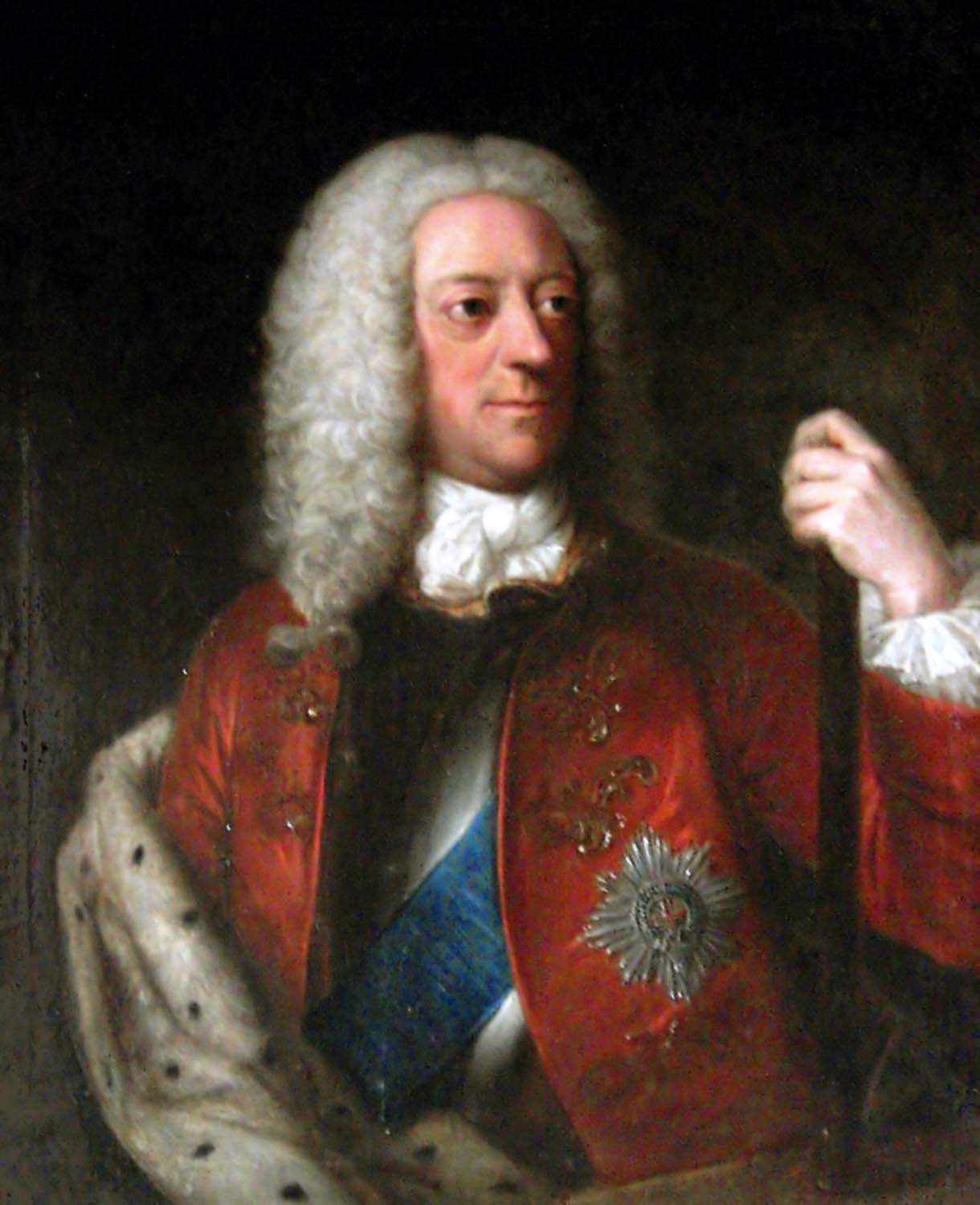
Georg II van Engeland
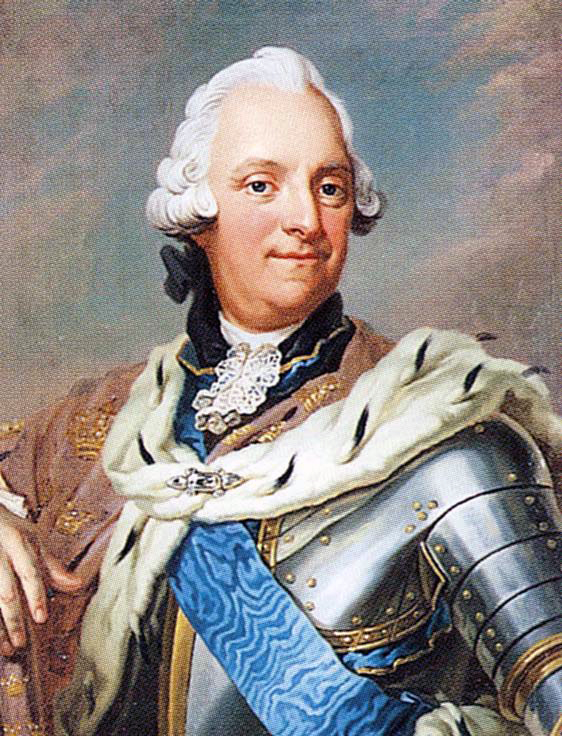
Adolf Frederik van Zweden
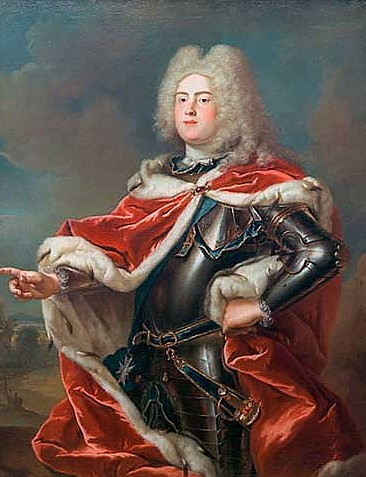
August III van Polen